# Parahalosydnopsis hartmanae
Parahalosydnopsis hartmanae är en ringmaskart som beskrevs av Pettibone 1977. Parahalosydnopsis hartmanae ingår i släktet Parahalosydnopsis och familjen Polynoidae. Inga underarter finns listade i Catalogue of Life.